# Unbreakable (album Scorpions)
Unbreakable – szesnasty studyjny album Scorpions wydany w roku 2004. W czasie pracy nad albumem powstały takie utwory jak No Limit czy Spirit of Rock, które znalazły się dopiero na płycie Sting In The Tail, a także ballada Miracle wydana jako singiel w celach charytatywnych i utwór New Horizons nieopublikowany do tej pory w wersji studyjnej.

## Lista utworów
1. „New Generation” – 5:51
2. „Love'em or Leave'em” – 4:03
3. „Deep and Dark” – 3:37
4. „Borderline” – 4:53
5. „Blood Too Hot” – 4:15
6. „Maybe I Maybe You” – 3:30
7. „Someday Is Now” – 3:23
8. „My City My Town” – 4:55
9. „Through My Eyes” – 5:23
10. „Can You Feel It” – 3:47
11. „This Time” – 3:34
12. „She Said” – 4:32
13. „Remember the Good Times” – 4:24

## Twórcy albumu
- Klaus Meine – śpiew
- Rudolf Schenker – gitara rytmiczna
- Matthias Jabs – gitara solowa
- Paweł Mąciwoda – gitara basowa
- James Kottak – perkusja

- Barry Sparks – gitara basowa w 2,4
- Ingo Powitzer – gitara basowa w 11

- Erwin Musper – producent